# Juguete

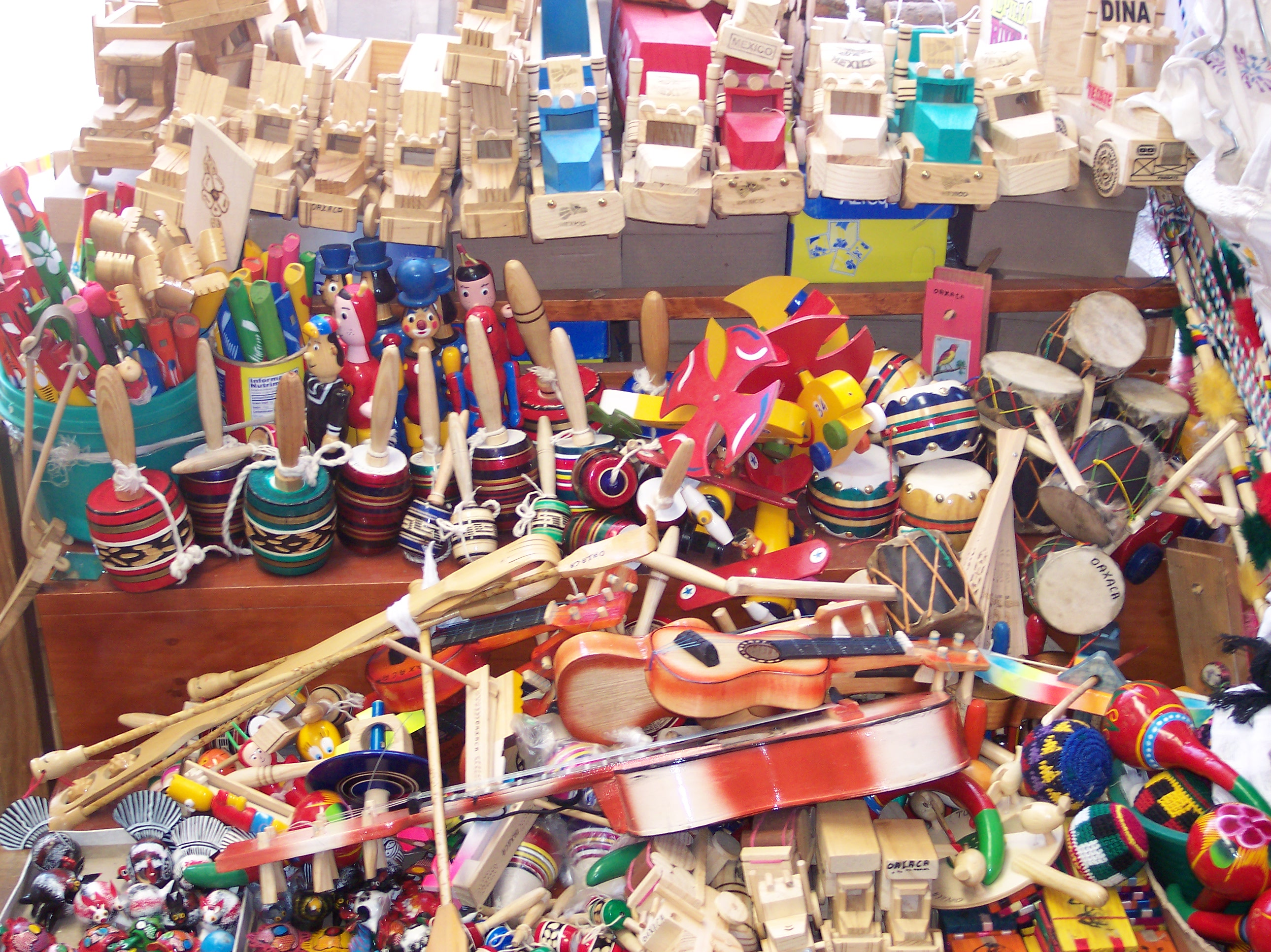
Juguetes mexicanos.

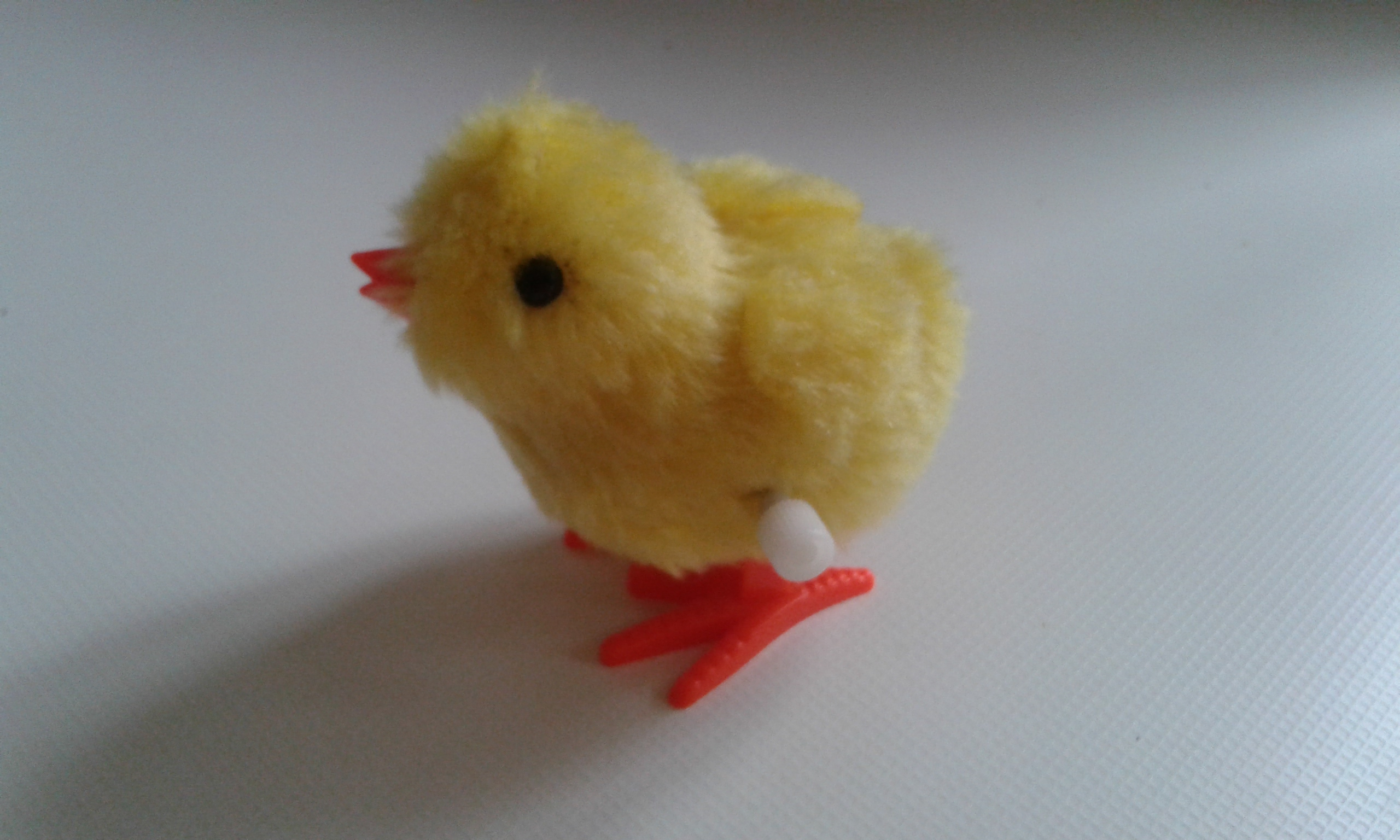
Pollito a cuerda, un tipo de juguete tradicional.

Un juguete es un objeto para jugar, entretener, divertirse, aprender, generalmente destinado a niños. Ciertos juguetes son apropiados también para animales domésticos, en especialmente perros y gatos, existiendo incluso variedades de juguetes creados específicamente para ellos. Los juguetes pueden ser utilizados individualmente o en combinación con otros. Ciertos juguetes son asociados con épocas históricas o culturas particulares, mientras que otros aparentan poseer popularidad universal. La función del juguete en los niños es la de apoyar el desarrollo de múltiples aspectos de este, tanto el físico como el psicológico. Es a través del juguete que los niños exploran, descubren, aprenden e interactúan con múltiples objetos y problemas que forman una parte importante de su adecuado desarrollo como individuos, es una gran herramienta motriz que con el tiempo ayuda a visualizar metas u objetivos a base de similitudes a los juguetes.
Cabe señalar que los juguetes no sólo son diseñados para los humanos, sino también para animales y generalmente cumplen la misma finalidad. Ciertas características adicionales como la resistencia son fundamentales.

## Clasificaciones

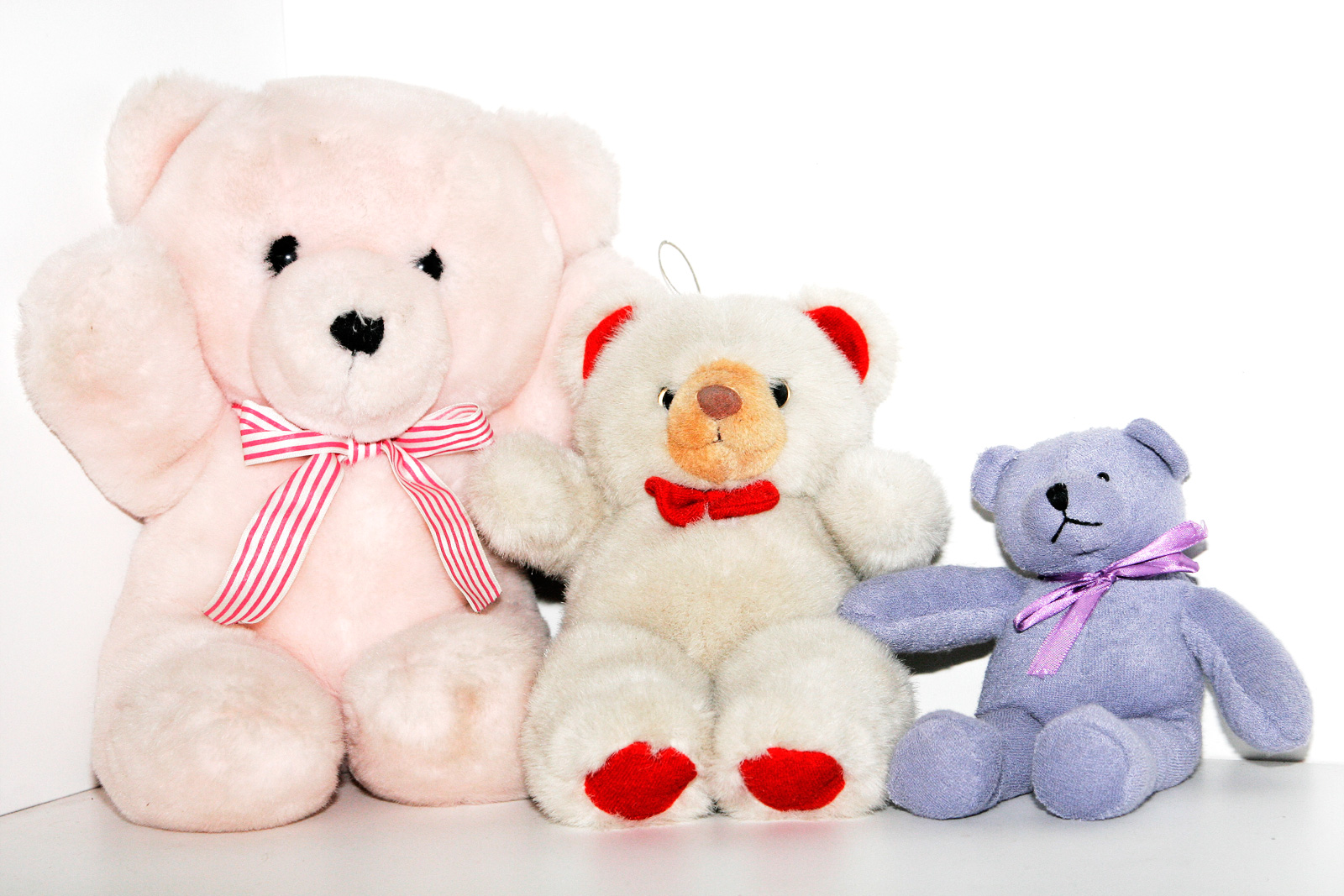
Ositos de peluche.

Cubo de Rubik.

Los juguetes pueden clasificarse de muchas formas, siendo la principal el Sistema ESAR. Sus siglas provienen del francés Jeu d’Exercice, Symbolique, d’Assemblage, de Règles. Este sistema diferencia el tipo de juego a nivel psicológico y físico en cuatro categorías:
- Juego de ejercicio. Aquellos que consisten en repetir una acción con el objetivo de conseguir resultados inmediatos. Repetir acciones como morder, lanzar, chupar, golpear, manipular, balbucear, etc.; podrían ser consideradas juegos de ejercicio y se suelen realizar tanto con juguetes como sin ellos. Contribuyen al desarrollo de los sentidos, y la motricidad gruesa. Ayudan a comprender la consecución de la relación causa-efecto, a los primeros razonamientos, y al desarrollo del equilibrio. Suelen fomentar la autosuperación pues con ellos, cuanto más se practica, mejores resultados se obtienen.
- Juego simbólico. Aquel que implica la representación de un objeto por otro. Es el tipo de juego en el que el niño/a atribuye toda clase de significaciones, más o menos evidentes, a los objetos; simula acontecimientos imaginarios e interpreta escenas verosímiles por medio de roles y de personajes ficticios o reales. Es el juego de imitación a los adultos, ya sea de situaciones cotidianas o de personajes de ficción. El desarrollo del lenguaje va muy asociado a este tipo de juegos pues los niños/as verbalizan continuamente mientras los realizan, tanto si están solos como si están acompañados. Favorecen la imaginación y la creatividad.
- Juego de ensamblaje. Consiste en combinar, construir, disponer y montar varios elementos para formar un todo. Contribuyen fundamentalmente a aumentar la motricidad fina, la coordinación ojo-mano, el razonamiento, la organización espacial, la atención, la reflexión, y la capacidad de interpretar instrucciones. Suelen favorecer también la autoestima por el afán de autosuperación al tener que completar un reto.
- Juego de reglas. Aquellos en los que existen una serie de instrucciones o normas que los jugadores deben conocer y respetar para conseguir el objetivo previsto. Son fundamentales como elementos socializadores ya que enseñan a los niños/as a ganar y perder, a respetar turnos y normas, y a considerar las opiniones o acciones de los compañeros de juego. Favorecen el desarrollo del lenguaje, la memoria, el razonamiento, la atención y la reflexión.

Otras clasificaciones secundarias:
De acuerdo a un grupo de edad al que están destinados;
- Juguetes para bebés. Si hay diferencias sustanciales de género, más que por el color u otra característica más bien destinada a los no bebés que interactúan con el bebé y el juguete.
- Juguetes para niños y niñas. Se entiende que son para niños y niñas no bebés y hasta la adolescencia.
- Juguetes para todas las edades. Generalmente excluyen a los bebés, pero sirven para toda edad y son excelentes para la convivencia multigeneracional, como es el caso de la convivencia familiar.
- Juguetes para adultos. Se conoce así a los que están destinados exclusivamente para adultos y por lo común son de tipo sexual o eróticos.

Por el lugar en el que se juegan.
- Juguetes de mesa
- Juguetes electrónicos, en particular los videojuegos
- Juguetes para exterior (cometas o papalotes, pelotas).

Por el tipo de juguetes
- Juguetes didácticos

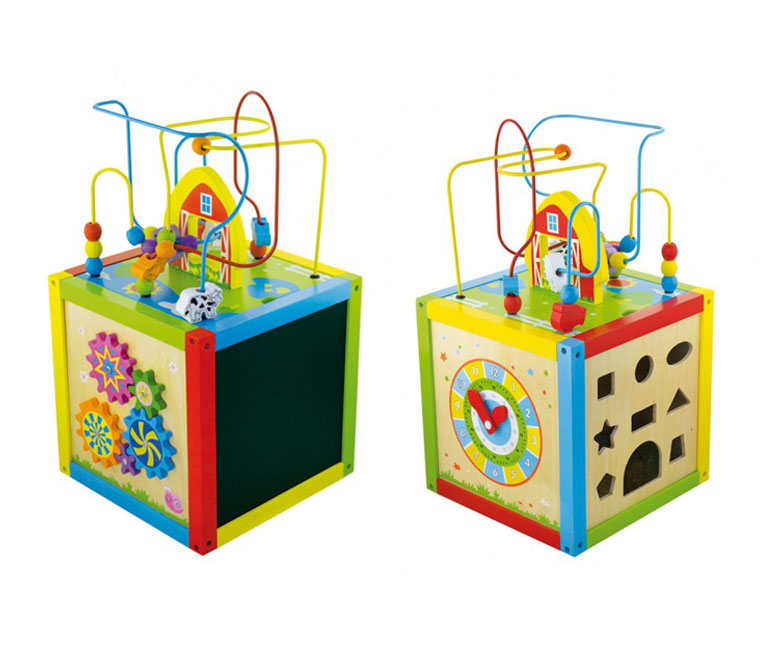
Juguetes educativos: Cubo de actividades de madera.

- Juguetes simbólicos. En este renglón se incluyen las muñecas para las niñas y los pequeños vehículos (automóviles, aviones, etc.) para los varones.
- Juguetes bélicos. Criticados por muchos ya que se dice que incitan a la violencia y el uso de armas de fuego.
- Juguetes deportivos

De acuerdo a la capacidad que más desarrollan
- Afectividad. Se trata de juguetes de tacto suave, armonía de colores o sonidos; tal es el caso de peluches, muñecas de trapo, etcétera.
- Inteligencia. Tales como:
  - Juegos de mesa: ajedrez, backgammon, damas, dominó, lotería, memorama...
  - Juegos de cartas: familias, parejas...
  - Juegos de identificación y memorización
- Motricidad fina. Ayudan a desarrollar la habilidad de las manos
  - Construcciones de piezas
  - Juegos de pintar y dibujar
  - Juguetes de encajar
  - Puzles y rompecabezas
- Motricidad global
  - Pequeños vehículos: cochecitos, bicicletas, triciclos
  - Pelotas, balones, futbolines, canicas...
- Sociabilidad. Se trata de juegos que imitan escenas propias de la actividad de los adultos
  - Cocina, plancha, coches de muñecas, otras labores del hogar
  - Instrumentos musicales
  - Juegos de comunicación
  - Juegos de Madera
  - Juegos bélicos

## Función del juguete
En general un juguete tiene por objetivo la recreación, sin exceptuar otras funciones como la formación, el aprendizaje, el desarrollo o estimulación de los aspectos intelectual, psicológico, sensorio-motriz y de convivencia social, entre otros.
Es en los niños en que el juguete es un concepto imprescindible y en el que toma su máximo valor en el contexto del desarrollo humano. La función del juguete en los niños es la de apoyar el desarrollo de múltiples aspectos de este, tanto el físico como el psicológico. Es a través del juguete que los niños exploran, descubren, aprenden e interactúan con múltiples objetos y problemas que forman una parte importante de su adecuado desarrollo como individuos.

## Historia

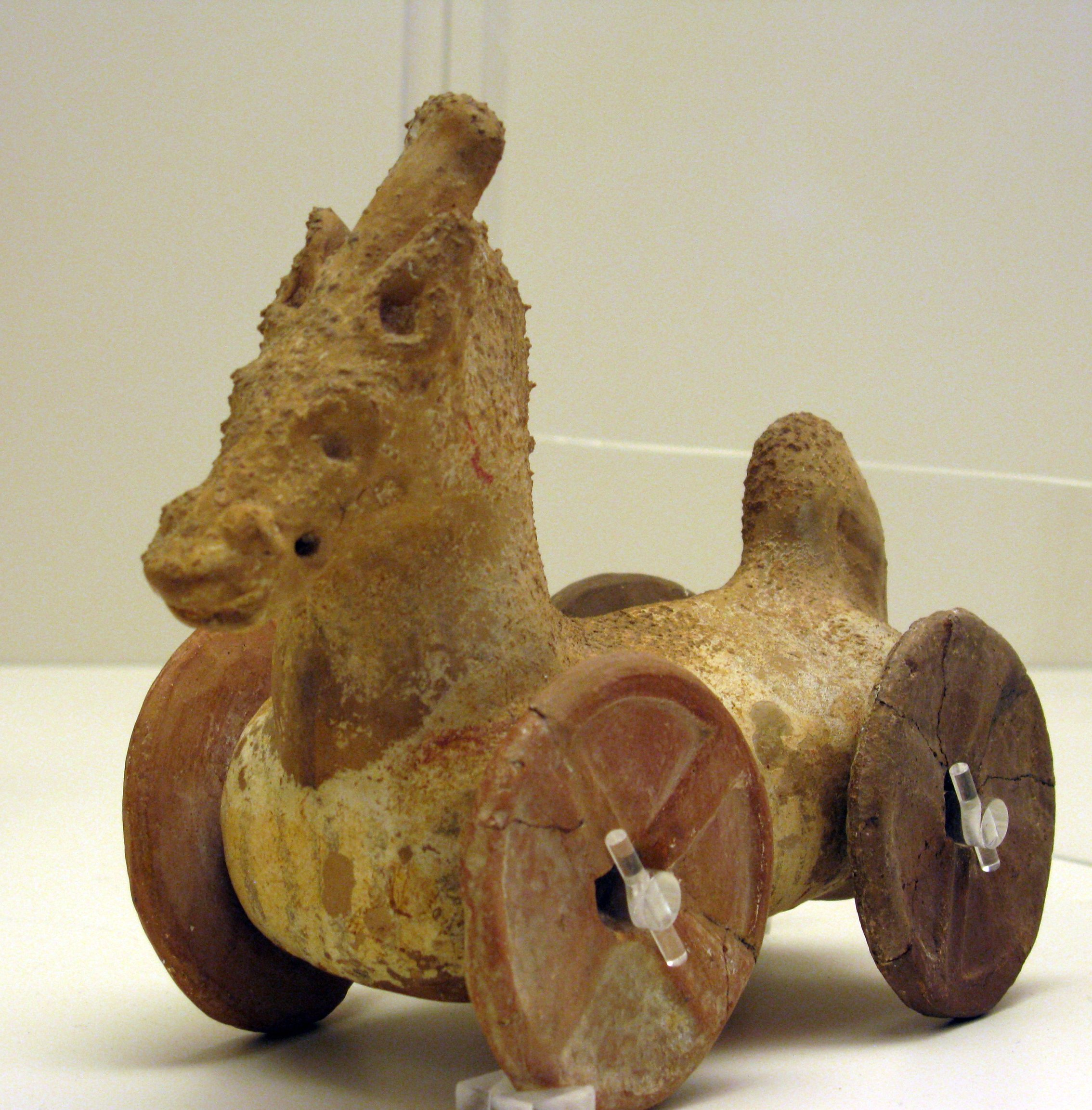
Caballo de juguete ateniense.

Es prácticamente imposible determinar el origen de los juguetes. Objetos encontrados en excavaciones de periodos tan antiguos como el Magdaleniense y catalogados en un primer momento como elementos rituales, bien pudieran ser en realidad juguetes; en especial cuando se trata de utensilios de pequeña escala inapropiados para otro uso efectivo.
Se sabe también que en el Imperio romano los niños se divertían con muñecas de marfil, sonajeros y carritos de caballos con ruedas. En el Egipto de los faraones tenían también pequeñas estatuillas y animalitos, y en la época preincaica existían ya muñecas de trapo.[cita requerida]
En sus primeros pasos, el juguete era artesanal e incluso en ocasiones eran los propios niños quienes los fabricaban, generalmente buscando imitar objetos de la vida real. La revolución industrial dio un vuelco en la fabricación de estos artefactos de diversión y la evolución de la tecnología permitió crear objetos cada vez más parecidos a los reales.
En la segunda mitad del siglo XX, el desarrollo de la tecnología electrónica permitió la invención de artefactos cada vez más sofisticados como coches de batería y a control remoto o muñecas parlantes. Hoy en día hay muñecas computarizadas que pueden reconocer e identificar tanto objetos como la voz de su dueño y elegir entre cientos de frases preprogramadas para responder.

## Influencia de la mercadotecnia
Desde los años 1960, en Estados Unidos y Europa, la mercadotecnia comenzó a poner atención en los niños como consumidores, por el acceso que tenían al dinero y por la influencia que ejercían sobre sus padres.
En la actualidad muchas películas, programas televisivos, Caricatura, Dibujo animado, Videojuegos, Cuentos de hadas, historietas, libros y equipos deportivos incluyen juguetes en sus líneas oficiales de mercadería.
Estos consisten generalmente en modelos en miniatura de personajes u objetos (vehículos, edificios, accesorios, etc.) asociados a sus respectivas temáticas.
A veces se hace una distinción en los modelos basados en personajes antropomórficos entre las llamadas figuras de acción (destinados a los niños varones) y las muñecas (enfocados a las niñas), independientemente de si el modelo en cuestión representa un personaje femenino o masculino.

## Materiales de los juguetes
Las culturas originalmente derivaban los materiales de la naturaleza para la elaboración de juguetes sencillos; desde la madera, las hojas de maíz y semillas, hasta las piedras, y vísceras de los animales.
En el desarrollo de los juguetes se incorporó la tela y otros materiales de simple proceso, como lo son algunas tintas.
Posteriormente, aparecieron los juguetes metálicos, hechos de hojalata o latón.
Actualmente, los avances en el área química y de manufactura han permitido la elaboración de productos de materiales sintéticos, así como lo es en la inyección de plástico para la alta producción de figurines, juguetes completos o parciales, además de una gran diversidad de objetos. Los estándares modernos en la industria requieren, por razones preventivas de salud, que los materiales no sean tóxicos y que el diseño de juguetes considere la dureza de los materiales, con el fin de ser más seguros o menos peligrosos; esto último es evidente en juguetes esponjosos y de tela hechos para infantes.
Por ejemplo, la pelota, considerada por muchos como el mejor juguete, durante el transcurso del tiempo, ha sido creada del producto natural del hule, del estómago de la cabra, de combinaciones de materiales que incluyen el cuero, y también se ha fabricado de plástico y otros materiales sintéticos.
- Juguetes de madera: (matraca)
- Juguetes de latón
- Juguetes de plástico.[3]
- Juguetes de papel y Origami: (avión de papel)
- Juguetes de tela y muñecas de trapo: (títere, osito de peluche)

## Consideraciones preventivas y seguridad
Aparte de que los juguetes deban ser hechos de materiales no tóxicos, el tamaño del juguete, dependiendo de la edad del menor, no debe ser menor que el diámetro de la tráquea, de acuerdo al instrumento de medición que la industria creó con este fin.
Otra consideración en la construcción del juguete es la de  procurar no tener orillas filosas, o picos. Requerimientos, regulaciones y estándares locales y federales deben ser observados en la manufactura de juguetes.

## Juguetes adaptados

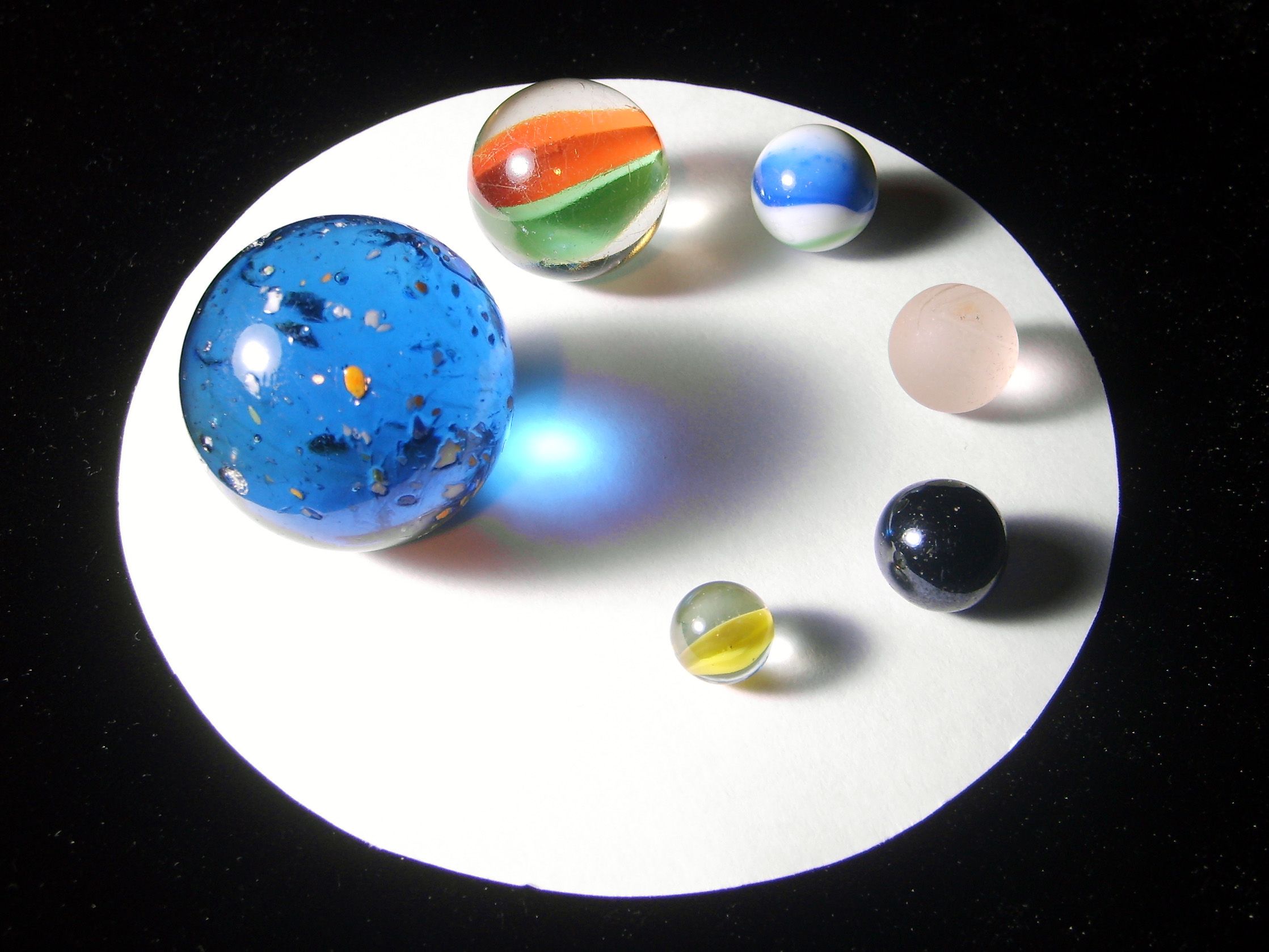
Diversos diseños y tamaños de canicas.

Algunas posibilidades para adaptar juguetes para niños con discapacidad motora son:
- Fijar las bases de los juguetes para evitar movimientos no deseados durante el juego. Pueden ser con velcro, imanes…

- Los vestidos de las muñecas pueden modificarse, por ejemplo, en lugar de tener botones pueden tener velcro.

- Los mangos, de los juguetes pueden ser engrosados con espumas.

- Añadir cuerdas o varillas para facilitar el arrastre de las piezas.
- Modificar las dimensiones del juguete de forma que se adapte a las necesidades del niño y a su edad.

- Incorporar elementos en relieve que faciliten el giro, agarre, etc, de las piezas.

- Adaptar el juguete para poder accionarlo a través de un pulsador externo.

Algunas posibilidades para adaptar juguetes para niños con discapacidad visual son:
- Diseño sencillo, realista y fácil de identificar al tacto.
- Que incluyan objetos o complementos fáciles de manipular.
- Que incorporen efectos sonoros y distintas texturas.
- Que no incluyan muchas piezas de pequeño tamaño o que permita una cómoda y rápida clasificación de las mismas al tacto.
- Que sus colores sean muy vivos y contrastados, para que puedan ser percibidos por niños con resto visual.
- Que sean compactos y que no se desmonten fácilmente.

Algunas posibilidades para adaptar juguetes para niños con discapacidad auditiva son:
- Incorporar por el canal habitual del juguete auriculares para potenciar el sonido y usarlos simultáneamente.
- Realizar adaptaciones en el juguete para que traduzcan o acompañen la señal acústica con vibraciones y señales luminosas.
- Añadir dispositivos electrónicos que traduzcan o amplifiquen los efectos sonoros en otros perceptibles.
- Agregar instrumentos electrónicos que amplifiquen las vibraciones del juguete al producir efectos sonoros.
- Introducir elementos que traduzcan los mensajes orales a mensajes escritos.
- Integrar un conmutador de sonido a los juguetes para que reaccionen a la voz o al sonido.
- Revisar y adaptar las instrucciones de los juguetes para facilitar su comprensión a los niños/as con discapacidad auditiva.

## Género

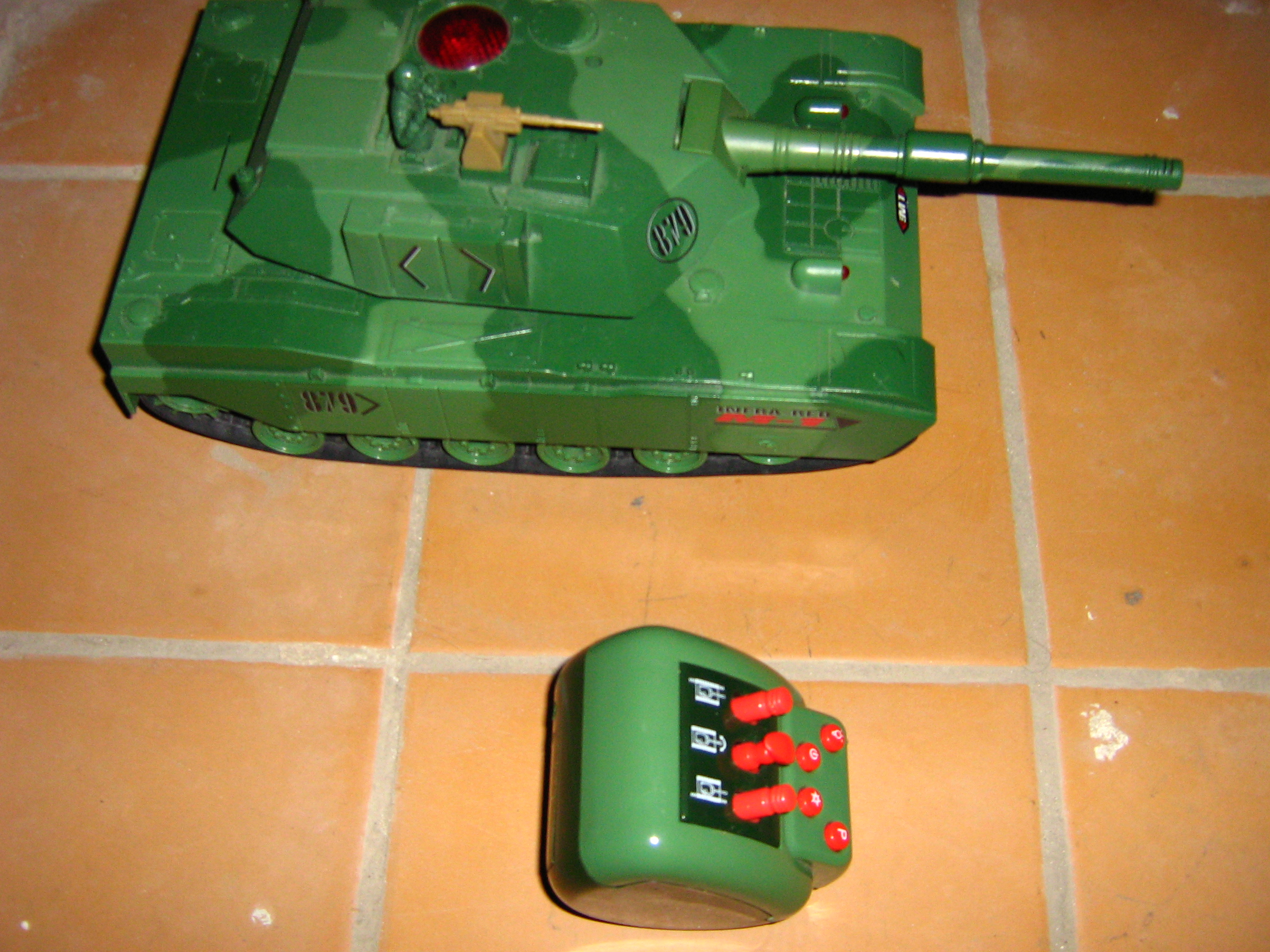
Un tanque de guerra de juguete con control remoto. Por lo general, estos juguetes se consideran juguetes para niños.

Ciertos juguetes, como las muñecas Barbie y los soldados de juguete, a menudo se perciben como más aceptables para un género que para el otro. El punto de inflexión para la incorporación del género a los juguetes se produjo en las décadas de 1960 y 1970. Antes de 1975, solo alrededor del dos por ciento de los juguetes estaban etiquetados por género, mientras que hoy en día en el sitio web de la tienda Disney, considerado una fuerza global dominante para los juguetes por la investigadora Claire Miller, todos los juguetes están etiquetados por género. La revista Sex Roles comenzó a publicar investigaciones sobre este tema en 1975, centrándose en los efectos del género en la juventud. También, muchos libros de texto de psicología comenzaron a abordar este nuevo tema. Junto con estas publicaciones, los investigadores también comenzaron a cuestionar las ideas de lo masculino y lo femenino como opuestos, llegando incluso a afirmar que los juguetes que tienen características de ambos sexos son preferibles.
Un hito para la investigación sobre género es el uso del metaanálisis, que proporciona una forma de evaluar patrones de manera sistemática, lo que es especialmente relevante para un tema como el género, que puede ser difícil de cuantificar. Históricamente, la naturaleza y la crianza se han analizado al observar el género en el juego, así como el refuerzo por parte de pares y padres de los roles de género típicos y, en consecuencia, el juego de género. Las empresas productoras de juguetes a menudo han promovido la segregación por género en los juguetes porque les permite personalizar el mismo juguete para cada género, lo que finalmente duplica sus ingresos. Por ejemplo, LEGO agregó más colores a ciertos juegos de juguetes en la década de 1990, incluidos los colores comúnmente atribuidos a las niñas, como el lavanda.
Los investigadores han señalado que "los niños de hasta 18 meses muestran elecciones de juguetes estereotipadas según el sexo". Cuando se rastrea el movimiento de los ojos en bebés pequeños, las niñas muestran una preferencia visual por una muñeca sobre un camión de juguete (d> 1.0). Los niños no mostraron preferencia por la camioneta sobre la muñeca. Sin embargo, se obsesionaron con el camión más que las chicas (d = .78). Este pequeño estudio sugiere que incluso antes de que haya surgido la conciencia de sí mismos sobre la identidad de género, los niños ya prefieren los juguetes típicos del sexo. Estas diferencias en la elección de juguetes están bien establecidas en el niño a la edad de tres años.
Otro estudio realizado por Jeffrey Trawick-Smith tomó a 60 niños diferentes de tres a cuatro años y los observó jugando con nueve juguetes diferentes que se consideraban mejores para el desarrollo. Se les permitió jugar con los juguetes en un entorno típico, un aula de preescolar, lo que permitió que los resultados fueran más auténticos en comparación con la investigación realizada en un laboratorio. Luego, los investigadores cuantificaron la calidad del juego de los niños con cada juguete basándose en factores como el aprendizaje, la resolución de problemas, la curiosidad, la creatividad, la imaginación y la interacción con los compañeros. Los resultados revelaron que los niños generalmente recibieron puntuaciones más altas en calidad de juego general que las niñas, y los juguetes con la mejor calidad de juego fueron aquellos identificados como los más neutrales en cuanto al género, como bloques de construcción y ladrillos junto con piezas que modelan a personas.
Si bien algunos padres promueven el juego de género neutro, muchos padres alientan a sus hijos e hijas a participar en actividades relacionadas con el sexo, como jugar con muñecas y participar en actividades domésticas para niñas y jugar con camiones y participar en actividades deportivas para niños. La investigadora Susan Witt dijo que los padres son los principales influyentes en los roles de género de sus hijos. Se ha demostrado que los padres, hermanos, compañeros e incluso maestros reaccionan de manera más positiva cuando los niños tienen comportamientos típicos del sexo y juegan con juguetes típicos del sexo. Esto se hace a menudo mediante el estímulo o el desánimo, así como sugerencias e imitación. Además, es más probable que se refuerce a los hijos para el juego típico del sexo y que se desanime de los juegos atípicos. Sin embargo, generalmente no es tan despreciado que las mujeres jueguen con juguetes diseñados "para niños", una actividad que también se ha vuelto más común en los últimos años. [36] También es más probable que los padres refuercen el juego típico y desalienten el juego atípico que las madres. Un estudio realizado por la investigadora Susan Witt sugiere que los estereotipos a menudo solo son fortalecidos por el medio ambiente, que los perpetúa para perdurar en la vida adulta.
Esta atribución estereotipada de juguetes típicos del sexo para niñas y niños está cambiando gradualmente, y las empresas de juguetes están creando juguetes más neutrales en cuanto al género, ya que los beneficios asociados con permitir que los niños jueguen con juguetes que les atraen superan con creces el control de sus preferencias individuales. Por ejemplo, muchas tiendas están comenzando a cambiar sus etiquetas de género en los artículos de juego para niños. Target eliminó toda identificación relacionada con el género de sus pasillos de juguetes y Disney hizo lo mismo con sus disfraces.  La tienda de Disney es un ejemplo predominante de género en juego porque son una identidad global en el mundo del juguete. Un estudio realizado con respecto a su sitio web encontró que, aunque han eliminado las etiquetas de género de sus disfraces, los juguetes en línea reflejan identidades de género más estereotipadas. Por ejemplo, los varones se asociaron con la fisicalidad y las mujeres con la belleza, la vivienda y el cuidado. También, aunque promocionan sus juguetes como para ambos sexos, no hay una sección para niños y niñas combinados en su sitio web. Aquellos que generalmente se consideran para ambos géneros se parecen más a lo que muchos etiquetarían como "juguetes para niños", ya que se relacionan más con el estereotipo de masculinidad dentro del juego.
Las tradiciones dentro de varias culturas promueven la transmisión de ciertos juguetes a sus hijos en función del género del niño. En las comunidades indígenas de América del Sur, los niños reciben un arco y una flecha de juguete de su padre, mientras que las niñas reciben una canasta de juguetes de su madre. En las comunidades culturales del norte de África y el Sahara, el género juega un papel en la creación de muñecas hechas a sí mismas. Mientras que las muñecas femeninas se utilizan para representar a las novias, madres y esposas, las muñecas masculinas se utilizan para representar a los jinetes y guerreros. Este contraste se deriva de los diversos roles de hombres y mujeres dentro de las comunidades sahariana y norteafricana. Existen diferencias en los juguetes destinados a niñas y niños dentro de varias culturas, lo que refleja los diferentes roles de hombres y mujeres dentro de una comunidad cultural específica.
La investigación sobre las repercusiones del género en los juguetes sugiere que se debe alentar el juego para que sea más neutral en cuanto al género a fin de trabajar hacia una desegregación de los géneros.También, la investigadora Carol Auster y Claire Mansbach promueven que permitir que los niños jueguen con juguetes que se ajusten más a sus talentos les ayudaría a desarrollar mejor sus habilidades.  En cuanto a la influencia de los padres, un estudio encontró que los padres que demostraron algún comportamiento andrógino tienen puntuaciones más altas en apoyo, calidez y autoestima con respecto al tratamiento de sus hijos. A pesar de que este debate está evolucionando y los niños se inclinan cada vez más a cruzar barreras en términos de género con sus juguetes, las niñas suelen estar más animadas a hacerlo que los niños debido al valor social de la masculinidad.

## Estándares
En Europa se aplica el estándar EN 71.
En el MERCOSUR se utilizan las normas NM 300.

## Normativa

### España
En España, esta materia está regulada por el Real Decreto 1205/2011, de 26 de agosto, sobre la seguridad de los juguetes.

### México
En México la seguridad y calidad de los juguetes esta regulada por:  NORMA Oficial Mexicana NOM-015-SCFI-2007, Información comercial-Etiquetado para juguetes.